# Кокс, Айда
Айда М. Кокс (англ. Ida M. Cox, в девичестве Айда М. Пратер (англ. Ida M. Prather); 26 февраля 1888, Токкоа, Джорджия, США — 10 ноября 1967, Ноксвилл, Теннесси, США) — американская блюзовая и джазовая певица. Номинант Blues Music Awards в номинации «Перевыпущенный альбом» (1981). Введена в Зал славы блюза (2019). Иногда называется «Некоронованная королева блюза»  

## Биография
Айда Пратер, дочь Ламакса и Сьюзи Пратер, родилась в Джорджии. Позднее семья переехала в Седартаун, округ Полк в том же штате, и девочка росла там. В зависимости от источника, годом её рождения называется 1888, 1894, 1896 год (данные переписи, данные органов социального обеспечения, свидетельство о смерти соответственно). Сама она называла свой год рождения 1894. Семья жила и работала при плантации Риверсайд, принадлежащей богатому семейству Пратеров, откуда и возникла фамилия.
С ранних лет пела в местном хоре африканской методистской церкви, где у неё начал развиваться интерес к госпелу и выступлениям. В возрасте 14 лет она уехала из дома, чтобы гастролировать с менестрель-шоу-группой White and Clark's Black & Tan Minstrels. Первой её ролью была роль маленькой рабыни Топси (Хижина дяди Тома). В дальнейшем Айда Пратер гастролировала и с другими странствующими группами: The Florida Orange Blossom Minstrels, The Silas Green Show и The Rabbit Foot Minstrels. Последняя группа, в обиходе известная как The Foots, с 1918 года базировавшаяся в Порт-Гибсоне, стала важной не только для карьеры Айды Кокс, но и запустила карьеры таких великих певиц, как Ма Рейни и Бесси Смит.
В 1915 голу Айда Кокс оставила работу в менестрель-шоу как актриса, сконцентрировавшись почти исключительно на блюзе. В 1920 году она оставила водевили, и вскоре уже дала сольный концерт в Атланте, под аккомпанемент пианиста Джелли Мортона. Её выступления с экспрессивной подачей принесли певице популярность, и в ранних двадцатых она была одной из звёзд среди гастролирующих певиц. В 1922 году выступление Айды Кокс в Beale Street Palace в Мемфисе транслировалось по радио, что ещё больше расширило её аудиторию.  
После успеха 1920 года «Crazy Blues» Мэми Смит, звукозаписывающие компании осознали что существует спрос на «чёрную» музыку и в особенности это касалось традиционного женского блюза, эпоха расцвета которого пришлась на 1920-е годы. На этом фоне Айда Кокс подписала контракт с Paramount Records. C 1923 по 1929 год певица записала 78 песен для Paramount, а компания в свою очередь снабдила Айду Кокс впечатляющим составом аккомпаниаторов. В то время певица под псевдонимами  Кейт Льюис, Велма Брэдли, Джулия Пауэрс и Джейн Смит записывалась и для других компаний, включая Broadway Records (будущую RCA) и Silvertone Records
В 1908 году (в некоторых источниках указывается другой год, но во всяком случае есть сведения о выступлении её с мужем датированные 1913 годом) певица вышла замуж за Адлера Кокса, корнетиста из Florida Orange Blossom Minstrels. Брак оказался недолгим, поскольку муж Айды Кокс в 1915 году ушёл от неё, а потом и погиб в ходе Первой мировой войны. В начале 1920-х Айда Кокс вышла замуж за Юджина Уильямса и родила дочь. Вскоре брак распался. В 1927 году певица вышла замуж за блюзового пианиста Джесса «Тини» Крампа, который в дальнейшем работал совместно с ней над песнями, в частности над «Gypsy Glass Blues» и «Death Letter Blues» и аккомпанировал певице на пианино на нескольких записях.
В 1929 году Айда Кокс с мужем создали собственное шоу, так называемое «палаточное шоу»,  популярное в то время на Юге США, под название Raisin' Cain, где Айда Кокс играла главную роль, а её муж аккомпанировал на фортепиано. Главную роль Айда Кокс играла и в управлении этим шоу, став успешными менеджером и продюсером . В течение конца 1920-х и начала 1930-х шоу успешно гастролировал по Югу США, выступая в Техасе, Флориде, Теннесси, Миссури и Оклахоме. Также несколько раз шоу было представлено в Чикаго. Шоу стало настолько популярным, что стало первым шоу, представленным Theater Owners Booking Association в известнейшем театре Аполло в Нью-Йорке. Это было пиком карьеры Айды Кокс. В 1930-х годах, в связи с Великой Депрессией и падением интереса к женскому блюзу, гастроли шоу хоть и продолжались, но уже не так интенсивно. В 1935 году шоу было реорганизовано и переименовано в Darktown Scandals.   
У меня есть свой характер и свой путь

И когда мой мужик начинает буянить, я даю ему найти новый дом

Я полна хорошим спиртным, гуляю по улицами всё ночь напролёт

Возвращаюсь домой и выставляю своего мужчину, если он плохо ведёт себе

Непослушные женщины не переживают

Непослушные женщины не тоскуют
В 1939 году Айда Кокс была приглашена для участия в концерте From Spirituals to Swing, организованном Джоном Хэммондом и представленном в Карнеги-холл 24 декабря 1939 года. Это выступление послужило толчком к карьере певицы: она записалась для компаний Vocalion в 1939 году и Okeh в 1940 году; ей аккомпанировали такие музыканты, как например Чарли Крисчен, Лестер Янг и Лайонел Хэмптон. Айда Кокс продолжила выступления до 1945 года (включая выступления в лагерях армии США) когда она получила инсульт на фоне изнурительных нагрузок во время выступления в Буффало. Певица прекратила карьеру и в 1949 году уехала в Ноксвилл, где жила в семье дочери и пела лишь в церковном хоре 
Айда Кокс абсолютно отсутствовала в музыкальном мире вплоть до 1959 года, когда Джоном Хэммонд разместил в журнале Variety объявление о её поиске. Хэммонд и продюсер Крис Альбертсон уговорили певицу сделать ещё запись. В 1961 году Айда Кокс записала альбом Blues for Rampart Street, где ей аккомпанировал в том числе Коулмен Хокинс. В The New York Times отметили певицу, сказав что «65-летняя Кокс конечно потеряла в диапазоне и интонации но сохранила харизму и экспрессивную подачу».  
Певица назвала этот альбом «последней точкой». Айда Кокс вернулась в Ноксвилл, в 1965 году перенесла ещё один инсульт и в 1967 году умерла от рака в East Tennessee Baptist Hospital.
С самого начала карьеры стиль певицы больше склонялся к водевилю нежели к блюзу. Не обладая таким мощным, основательным голосом, как более известные Ма Рейни и Бесси Смит, Айда Кокс покоряла слушателей экспрессией своих выступлений. На сцене она излучала гламурную утончённость и уверенность, которые очаровали ее поклонников, и кроме того, украшала  свои выступления стильным гардеробом. Айда Кокс была одной из редких певиц блюза 1920-х, которая писала собственные песни. Её, нередко на грани фола, лирика, наряду с обычными для блюза темами (неразделённой любви, секса, смерти и т.п.) затрагивает темы женской независимости, освобождения женщины от сексуального рабства, социальной и политической борьбы чернокожих американцев с определённо женской точки зрения, что стало отличительной чертой певицы. Одна из самых известных и долговечных песен Кокс, «Wild Women Don't Have the Blues», помнят как один из самых ранних феминистских гимнов . При этом сама Айда Кокс говорила, что этот блюз совершенно не отражает её собственную жизнь, так что возможно певица и не вкладывала столь глубокого смысла в песню, приданного ей позднее . Этот блюз впоследствии стал визитной карточкой R&B-певицы из Атланты Франсин Рид. Отсылки на строки или названия песен Айды Кокс в дальнейшем стали частыми в творчестве других блюзменов, например: «How Long, Daddy, How Long» (Лерой Карр), «Death Letter Blues» (Сон Хаус), «Mojo Hand» (Лайтнин Хопкинс), «I Am So Glad» (Скип Джеймс) . 
«Современница великих блюзовых певиц Бесси Смит и Ма Рейни , Кокс так и не достигла их уровня славы, но её голос и пленительное сценическое присутствие принесли ей большую популярность в 1920-х годах…Хотя её голос не воплощал в себе самый большой диапазон или глубину, её способность управлять эмоциями и настроением с помощью музыкальной фразировки и чистой энергии её харизматичной личности, была непревзойдённой» .

## Дискография
См. также список синглов Айды Кокс для Paramount 1920-х годов
- Complete Recorded Works, vol. 2, Paramount, 1924, перевыпущен Document Records, 2000
- Complete Recorded Works, vol. 3, Paramount, 1925, перевыпущен Document Records, 2000
- Complete Recorded Works, vol. 4, Paramount, 1927, перевыпущен Document Records, 2000
- Blues for Rampart Street, Original Jazz Classics, 1961
- Ida Cox: The Essentials, Classic Blues, 2001